# カルロス・アラウジョ
カルロス・アルベルト・アラウジョ・スカル（スペイン語: Carlos Alberto Araujo Scull、1992年4月29日 - ）は、キューバのバレーボール選手である。

## 来歴
キューバ出身。
2010年に、キューバユース代表としてシンガポールユースオリンピックに出場。チームは金メダルを獲得した。
2022年、日本のV.LEAGUE DIVISION1 MEN（V1男子）に所属するVC長野トライデンツに入団し、1シーズンプレーした。

## 球歴
- キューバユース代表
  - ユースオリンピック - 2010年

## 所属チーム
- ハバナ（2008-2011年）
- Palembang Bank Sumsel Babel（2016-2017年）
- Police SC（2017-2018年）
- Deportes Linares（2018-2019年）
- Palembang Bank Sumsel Babel（2019-2020年）
- Damac（2020-2021年）
- Alahly Benghazi SC（2021-2022年）
- VC長野トライデンツ（2022-2023年）
- Anagennis Dheryneias Club（2023-2024年）